# Ogtay Shiraliyev
Ogtay Kazim oglu Shiraliyev (en azerí: Oqtay Kazım oğlu Şirəliyev; Bakú, 2 de agosto de 1950) es exministro de Salud de la República de Azerbaiyán.

## Biografía
Ogtay Shiraliyev nació el 2 de agosto de 1950 en Bakú. En los años 1967-1973 estudió en la Universidad de Medicina de Azerbaiyán. En 1974 comenzó a trabajar en el hospital del Ministerio del Interior de Azerbaiyán. En 1981 defendió su tesis de candidatura en Moscú. En los años 1983-1988 fue jefe del Departamento Científico del Ministerio de Salud de Azerbaiyán. En 1988 fue nombrado Director del Centro Estatal de Diagnósticos Médicos. En 1992 defendió su tesis doctoral en el Centro de Oncología de Moscú y obtuvo el grado de doctorado en ciencias médicas.
El 20 de octubre de 2005, por la orden del Presidente de Azerbaiyán, Ilham Aliyev, Ogtay Shiraliyev fue designado ministro de Salud de la República de Azerbaiyán. En 2005-2008 fue miembro del Comité Ejecutivo de la Organización Mundial de la Salud. En 2007-2008 fue vicepresidente del Comité Ejecutivo de la Organización Mundial de la Salud. Fue elegido miembro del Comité Permanente del Región de Europa de la Organización Mundial de la Salud en los años 2009-2012.
El 23 de abril de 2021, por el decreto del Presidente de Azerbaiyán, Ogtay Shiraliyev fue relevado de su cargo como ministro.

## Premios y títulos
- Orden Shohrat (2015)